# 常磐町 (西宮市)
座標: 北緯34度44分27.830秒 東経135度20分04.956秒 / 北緯34.74106389度 東経135.33471000度

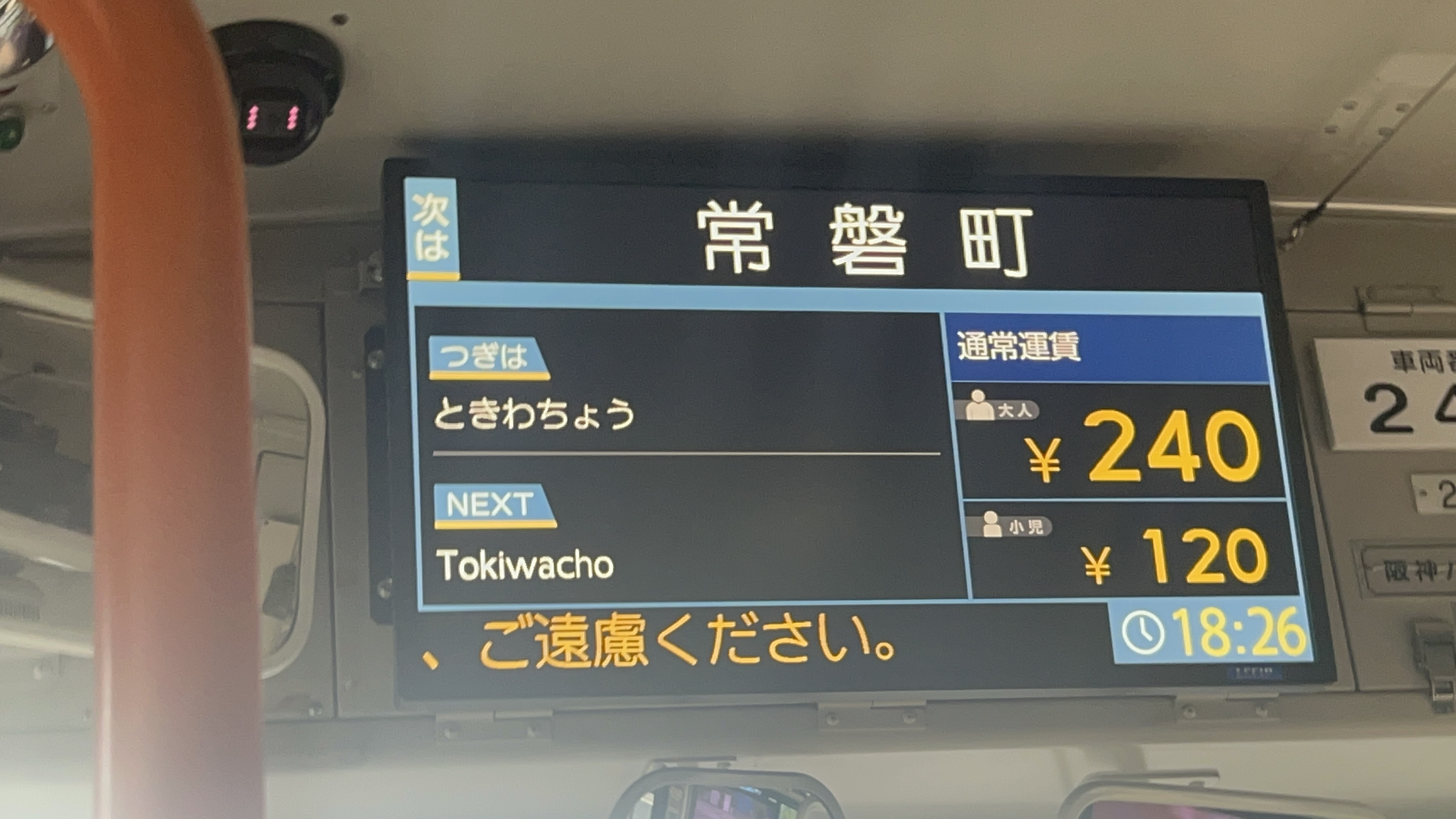
阪神バス常磐町停留所案内

常磐町（ときわちょう）は、兵庫県西宮市にある町丁。郵便番号は662-0043。

## 地理
東は江上町、西は千歳町、南は平松町、北は分銅町と隣接している。

## 交通

### 鉄道
鉄道は走っていない。

### バス
| 路線名     | 業者     | 起点   | 町内の停留所             | 終点   |
| ---------- | -------- | ------ | ------------------------ | ------ |
| 西宮山手線 | 阪神バス | (環状) | (西田町)-常磐町-(和上町) | (環状) |
| 鷲林寺線   | 阪神バス | (環状) | (西田町)-常磐町-(和上町) | (環状) |

## 校区
出典:
| 区域 | 小学校     | 中学校     |
| ---- | ---------- | ---------- |
| 全域 | 安井小学校 | 大社中学校 |

## 施設
- スーパーマルハチ さくら夙川店